# Dasygaster eudmeta
Dasygaster eudmeta là một loài bướm đêm trong họ Noctuidae.